# Brandon Ingram
Brandon Xavier Ingram (Kinston, Carolina del Norte; 2 de septiembre de 1997) es un jugador de baloncesto estadounidense que pertenece a la plantilla de Toronto Raptors de la NBA. Con 2,03 metros de altura juega en la posición de alero.

## Carrera

### Instituto
Disputó sus cuatro años de instituto en el Kinston High School de North Carolina, ayudando al equipo a ganar cuatro campeonatos estatales consecutivos. En su año sénior, participó en el McDonald's All-American Game de 2015, donde anotó 15 puntos y capturó 5 rebotes.

### Universidad
El 27 de abril de 2015, anunció su deseo de jugar en la Universidad de Duke.
Debutó con los Blue Devils el 13 de noviembre de 2015 ante Siena College. Tras una temporada en la que promedió 17,3 puntos por partido, se declaró elegible para el Draft de 2016.

#### Estadísticas
| Año     | Equipo | PJ | PT | MPP  | %TC  | %3P  | %TL  | RPP | APP | ROB | TPP | PPP  |
| ------- | ------ | -- | -- | ---- | ---- | ---- | ---- | --- | --- | --- | --- | ---- |
| 2015–16 | Duke   | 36 | 34 | 34.6 | .442 | .410 | .682 | 6.8 | 2.0 | 1.1 | 1.4 | 17.3 |

### Profesional

#### Los Angeles Lakers (2016-2019)
El 24 de junio de 2016 es seleccionado en la segunda posición del Draft de la NBA por Los Angeles Lakers. En su primera temporada fue seleccionado en el segundo mejor quinteto de rookies, y desde su segunda temporada se convirtió en titular en el equipo.
Al final de su segunda campaña, el 1 de marzo de 2018, sufrió una distensión en la ingle que le haría perderse 12 partidos consecutivos. Regresó el 30 de marzo ante Milwaukee Bucks pero sufrió una contusión muscular en el cuello, perdiéndose el resto de la temporada.
En su tercera temporada en Los Ángeles también fue titular, y el 29 de enero de 2019 anotó 36 puntos ante Philadelphia 76ers. El 9 de marzo, fue descartado para el resto de la temporada debido a una trombosis venosa profunda en el brazo.

#### New Orleans Pelicans (2019-2025)
Tras tres temporadas en los Lakers, el 6 de julio de 2019, es traspasado junto a Lonzo Ball, Josh Hart, a los New Orleans Pelicans a cambio de Anthony Davis.
El 4 de noviembre de 2019, consigue 40 puntos ante Brooklyn Nets. El 16 de enero de 2020, bate su mejor registro anotador, consiguiendo 49 puntos ante Utah Jazz. En febrero de 2020 fue All-Star de la NBA por primera vez, y en agosto le nombraron Jugador Más Mejorado de la NBA.
Al término de su tercera temporada con los Pelicans, en junio de 2022, decide pasar por el quirófano para reparar las molestias sufridas en la mano derecha, la cual se lesionó en primera ronda ante Phoenix Suns.
Durante su cuarto año, el 1 de marzo de 2023 anota 40 puntos ante Portland Trail Blazers. El 23 de marzo registra el primer triple-doble de su carrera con 30 puntos, 11 rebotes y 10 asistencias ante Charlotte Hornets. El 9 de abril, en el último encuentro de temporada regular ante Minnesota Timberwolves, anota 42 puntos.
En su quinta temporada en New Orleans, el 13 de diciembre de 2023 ante Washington Wizards, anota 40 puntos. El 5 de febrero de 2024 consigue 41 puntos ante Toronto Raptors.

#### Toronto Raptors (2025-presente)
El 5 de febrero de 2025 es traspasado a Toronto Raptors a cambio de Bruce Brown y Kelly Olynyk. El 11 de febrero acuerda una extensión de contrato con los Raptors por tres años y $120 millones.

### Selección nacional
Durante agosto y septiembre de 2023 fue integrante de la selección de Estados Unidos que participó en el Mundial de 2023 celebrado en Asia, y que finalizó en cuarto lugar, tras perder la final de consolación ante Canadá.

## Estadísticas de su carrera en la NBA

### Temporada regular
| Año      | Equipo      | PJ  | PT  | MPP  | %TC  | %3P  | %TL  | RPP | APP | ROB | TPP | PPP  |
| -------- | ----------- | --- | --- | ---- | ---- | ---- | ---- | --- | --- | --- | --- | ---- |
| 2016-17  | L.A. Lakers | 79  | 40  | 28.8 | .402 | .294 | .621 | 4.0 | 2.1 | .6  | .4  | 9.4  |
| 2017-18  | L.A. Lakers | 59  | 59  | 33.5 | .470 | .390 | .681 | 5.3 | 3.9 | .8  | .7  | 16.1 |
| 2018-19  | L.A. Lakers | 52  | 52  | 33.8 | .497 | .330 | .675 | 5.1 | 3.0 | .5  | .6  | 18.3 |
| 2019-20  | New Orleans | 62  | 62  | 33.9 | .463 | .391 | .851 | 6.1 | 4.2 | 1.0 | .6  | 23.8 |
| 2020-21  | New Orleans | 61  | 61  | 34.3 | .466 | .381 | .878 | 4.9 | 4.9 | .7  | .6  | 23.8 |
| 2021-22  | New Orleans | 55  | 55  | 34.0 | .461 | .327 | .826 | 5.8 | 5.6 | .6  | .5  | 22.7 |
| 2022-23  | New Orleans | 45  | 45  | 34.2 | .484 | .390 | .882 | 5.5 | 5.8 | .7  | .4  | 24.7 |
| 2023-24  | New Orleans | 64  | 64  | 32.9 | .492 | .355 | .801 | 5.1 | 5.7 | .8  | .6  | 20.8 |
| 2024-25  | New Orleans | 18  | 18  | 33.1 | .465 | .374 | .855 | 5.6 | 5.2 | .9  | .6  | 22.2 |
| Total    | Total       | 495 | 456 | 33.0 | .468 | .363 | .788 | 5.2 | 4.3 | .7  | .6  | 19.5 |
| All-Star | All-Star    | 1   | 0   | 8.6  | .250 | .000 | —    | 1.0 | 1.0 | 1.0 | .0  | 2.0  |

### Playoffs
| Año   | Equipo      | PJ | PT | MPP  | %TC  | %3P  | %TL  | RPP | APP | ROB | TPP | PPP  |
| ----- | ----------- | -- | -- | ---- | ---- | ---- | ---- | --- | --- | --- | --- | ---- |
| 2022  | New Orleans | 6  | 6  | 39.3 | .475 | .407 | .830 | 6.2 | 6.2 | .7  | .3  | 27.0 |
| 2024  | New Orleans | 4  | 4  | 36.4 | .345 | .250 | .895 | 4.5 | 3.3 | 1.0 | 1.3 | 14.3 |
| Total | Total       | 10 | 10 | 38.1 | .434 | .371 | .848 | 5.5 | 5.0 | .8  | .7  | 21.9 |